# Закон о чистом воздухе (1956)
Закон о чистом воздухе 1956 года был актом парламента Соединенного Королевства, принятым главным образом в ответ на Большой лондонский смог 1952 года. Его спонсором выступили министерство жилищного строительства и местного самоуправления Англии, а также министерство здравоохранения Шотландии.
Закон ввел ряд мер по снижению загрязнения воздуха. Первым среди них было обязательное использование бездымного топлива, особенно в густонаселенных районах или «зонах контроля дыма». Данные меры позволили уменьшить загрязнение воздуха дымом и двуокисью серы от бытовых печей. Закон также включал меры по снижению выброса газов, песка и пыли из дымоходов и дымовых труб.
Этот закон явился важной вехой в разработке правовой основы для защиты окружающей среды. Он был изменен более поздними актами, в том числе Законом о чистом воздухе 1968 года и отменен Законом о чистом воздухе 1993 года.

## Предпосылки
В Лондоне на протяжении веков существовала целая череда законов и правил, направленных на улучшение качества воздуха, таких как Законы о борьбе с вредными запахами дыма 1853 и 1856 годов и Закон об общественном здравоохранении 1891 года. Однако, несмотря на то что связь между загрязнением воздуха и здоровьем была хорошо понята к концу 19-го века, такие усилия не оказались эффективными мерами общественного здравоохранения.

### Великий смог
Когда «Великий смог» обрушился на город в декабре 1952 года, последствия были беспрецедентными: считается, что сразу после этого погибло более 4000 человек, что вызвало беспокойство общественности, поскольку туман был настолько густым, что останавливал поезда, автомобили и общественные мероприятия. Еще 8000 человек умерли в последующие недели и месяцы.
Было очевидно, что загрязнение окружающей среды является реальной и смертельной проблемой, и последствия смога стали заметной вехой в современном экологическом движении.

### Комитет Бивера
Правительство назначило Комитет по загрязнению воздуха под председательством инженера-строителя сэра Хью Бивера для расследования этой проблемы в Лондоне. В 1954 году она сообщила о социальных и экономических издержках загрязнения воздуха и заявила, что чистый воздух тогда был так же важен, как чистая вода в середине девятнадцатого века. Комитет предложил заменить отечественный уголь коксом и в большей степени полагаться на другие "бездымные" виды топлива, такие как электричество и газ. Тем не менее, каждая из отраслей промышленности, производивших бездымное топливо – коксохимические и газовые заводы и электростанции – сжигала уголь для производства "бездымного" топлива. Например, шесть миллионов тонн угля в год, которые были превращены в кокс в Северо-Восточной Англии в конце девятнадцатого века, выделяли около двух миллионов тонн летучих веществ, таких как углекислота и серная кислота. Таким образом, загрязнение воздуха не столько сокращается, сколько переносится из области потребления в область производства. 

#### Электроэнергетика
Электроэнергетическая промышленность была основным потребителем угля и источником загрязнения атмосферы. Комитет Бивера использовал пример недавно введенной в эксплуатацию электростанции Бэнксайд в Лондоне, чтобы рекомендовать широкое внедрение десульфурации дымовых газов для всех новых электростанций в городских районах.
Британское управление электроэнергетики скептически отнеслось к преимуществам десульфурации и оспорило рекомендации комитета. Орган заявил, что эта рекомендация "наносит сокрушительный удар по экономике развития электроэнергетики в этой стране" и что финансовые последствия "потенциально более серьезны, чем любые предыдущие ограничения или контроль, наложенные на его деятельность". Власти утверждали, что установка скрубберов на всех электростанциях повлечет за собой ежегодные капиталовложения в размере 10 миллионов фунтов стерлингов и увеличит стоимость электроэнергии на 0,1 д. за кВт*ч, что, следовательно, превысит критерий экономической эффективности, предложенный в проекте доклада Бивера. Британское управление электроэнергетики также критиковало комитет Бивера за то, что он не предпринял серьезных попыток оценить относительную экономичность различных способов снижения загрязнения атмосферы. В нем утверждалось, что сжигание угля в современных котлах электростанций, оснащенных эффективными сборниками песка и в высоких дымовых трубах, является "чрезвычайно эффективным методом борьбы с загрязнением с точки зрения [...] капитальных затрат". 

## Законодательство
Правительство поначалу сопротивлялось давлению и стремилось преуменьшить масштабы проблемы из-за экономического давления. Потребовались шаги депутатов backbench (включая члена Консервативной партии Джеральда Набарро, его спонсора), чтобы принять Законопроект Частного члена о внутреннем сжигании угля, чтобы убедить правительство поддержать изменение закона. Закон о чистом воздухе был основан на более ранних усилиях по регулированию загрязняющих веществ, особенно в Лондоне, где качество воздуха долгое время было плохим.
Закон о чистом воздухе 1956 года предусматривал многочисленные меры по сокращению загрязнения воздуха. Это позволило ввести "зоны контроля дыма" в городах и поселках, в которых можно было сжигать только бездымное топливо. Смещая внутренние источники тепла в сторону более чистых углей, электричества и газа, он уменьшил количество дыма и диоксида серы от бытовых печей. Подкрепляя эти изменения, Закон также включал положения о предотвращении выброса темного дыма из дымоходов, требовал, чтобы новые печи были бездымными, а также требовал минимизации выброса песка и пыли. Запретив то, что до сих пор считалось общепринятыми действиями частных домохозяйств, Закон о чистом воздухе 1956 года имел важные последствия для дебатов о государственном регулировании, общественном здравоохранении и сфере законного государственного вмешательства.
Смог 1952 года дал импульс для более жестких действий: наряду с Законом о чистом воздухе его последствия также привели к введению Лондонского сити (Различные полномочия) Закон 1954 года, а затем Закон о чистом воздухе 1968 года.

### Последствия
Смог и его последствия для здоровья по-прежнему оставались проблемой в Лондоне. Во время лондонского тумана 2-5 декабря 1957 года концентрация дыма и диоксида серы достигла уровней, сопоставимых с 1952 годом, и было зарегистрировано 760-1000 смертей. Еще один эпизод в 1962 году привел к 750 смертям.

## Дальнейшее законодательство
Положения Закона 1956 года были расширены Законом 1968 года о чистом воздухе, который признал преступлением выброс темного дыма из дымохода, уполномочил министра определять пределы выбросов песка и пыли из печей, определил требования к установке арестных установок для установки новых печей и обеспечил основу для контроля высоты и положения дымоходов. Закон также позволил министру создать зоны контроля дыма и ввести контроль за использованием несанкционированного топлива в таких зонах.

Законы о чистом воздухе 1956 и 1968 годов были отменены Законом о чистом воздухе 1993 года, который консолидировал и расширил положения более раннего законодательства.